# Corrent Sud Equatorial Índic
En l'oceà Índic, el corrent Equatorial del Sud que flueix cap a l'oest està ben desenvolupat només al sud de l'equador. Directament sobre l'equador, els vents reverteixen dues vegades a l'any a causa dels monsons, i d'aquesta manera el corrent superficial pot ser de direcció est o oest.

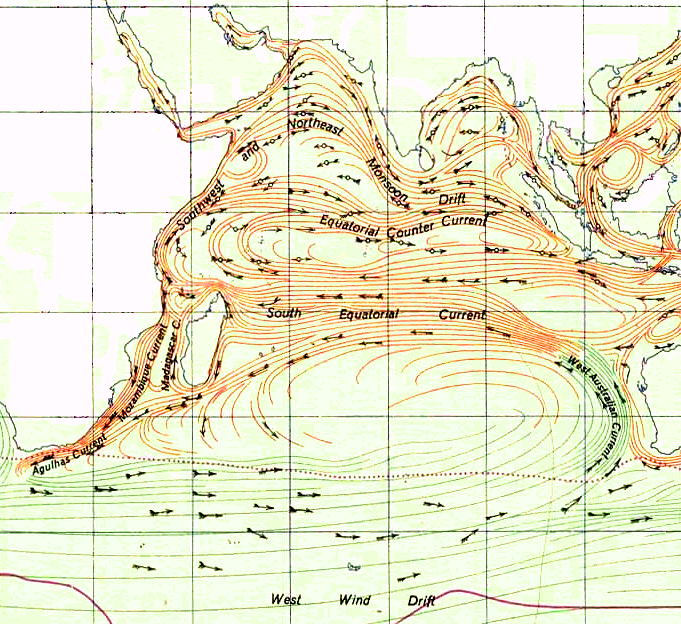
Representació de corrents de l'any 1940, amb les diverses que hi participen en el Gir Oceànic del sud de l'Índic.

El Corrent Sud Equatorial Índic neix dels corrents càlids de les Mars de Timor i Arafura (Percolació Indonèsia) als quals s'hi suma el Corrent de l'Oest d'Austràlia (superficial fred) i es divideix en diversos corrents. La divisió més primerenca és un gir cap al sud, que gira quasi 180°. Aquesta desviació arriba fins al Corrent d'Agulles. Diverses ramificacions giren cap al nord fins a canviar de sentit (180°) i sumar-se al Contra Corrent Equatorial del sud Índic.
L'altra gran bifuració és en arribar a la plataforma continental de Madagascar. La branca nord puja pel nord de l'illa rebent el nom de Corrent del Nord de Madagascar. La branca sud va paral·lela a la costa illenca i arriba a rodejar-la fins a pujar cap al nord en forma de Corrent de l'Est de Madagascar.
El Corrent Sud Equatorial Índic forma part del Gir Oceànic del sud de l'Índic.